# Cam Ranh
Cam Ranh là một phường thuộc tỉnh Khánh Hòa, Việt Nam.

## Lịch sử
Ngày 16 tháng 6 năm 2025, Ủy ban Thường vụ Quốc hội ban hành Nghị quyết số 1667/NQ-UBTVQH15 về việc sắp xếp các đơn vị hành chính cấp xã của tỉnh Khánh Hòa năm 2025 (nghị quyết có hiệu lực từ ngày ban hành). Theo đó, hợp nhất các phường Cam Lộc, Cam Phú, Cam Phúc Nam thành phường Cam Ranh.

## Địa lý
Phường Cam Ranh có ranh giới với các xã, phường:
- Phía Bắc giáp với phường Bắc Cam Ranh.
- Phía Nam giáp phường Cam Linh.
- Phía Tây giáp với phường Ba Ngòi.

Phường có diện tích 17,51 km², dân số năm 2025 là 31.237 người, mật độ dân số đạt 1.784 người/km².